# Axiom Mission 3
Axiom Mission 3  (o  Ax-3 ) fue un vuelo espacial privado planificado a la Estación Espacial Internacional . El vuelo, cuyo lanzamiento fue programado para enero de 2024, y que duró alrededor de 14 días, fue operado por Axiom Space y utilizó una nave espacial Crew Dragon .

## Tripulación
Se espera que el vuelo incluya al primer astronauta de Turquía, Alper Gezeravci, de la Agencia Espacial Turca , y un piloto de la Fuerza Aérea Italiana, Walter Villadei que ha entrenado con Axiom Space y en agosto de 2023, ya voló en un vuelo suborbital de Virgin Galactic, el Unity 23.
El cuarto miembro de la tripulación forma parte de la reserva de la 4ª promoción de la ESA de 2022, del EAC. Marcus Wandt ha sido elegido en colaboración de la ESA con La Agencia Espacial Nacional Sueca (SNSA) para realizar esta misión. Su misión coincidirá en el espacio con la otra misión europea Huginn del año 2024, llevada a cabo por el astronauta de la ESA Andreas Mogensen de Dinamarca, actual comandante de la Expedición 70. Su misión recibirá el nombre de Muninn, ya que las dos misiones que se realizarán a la vez en el espacio en 2024 por un astronauta Danés y otro sueco,  reciben sus nombres de los 2 cuervos de Odín, de la mitología escandinava.
| Puesto                   | Viajero espacial                                 | Viajero espacial                                 |
| ------------------------ | ------------------------------------------------ | ------------------------------------------------ |
| Comandante de la nave    | / Michael López-Alegría, Axiom Space Sexto vuelo | / Michael López-Alegría, Axiom Space Sexto vuelo |
| Piloto                   | Walter Villadei Segundo (1º orbital) vuelo       | Walter Villadei Segundo (1º orbital) vuelo       |
| Especialista de Misión 1 | Alper Gezeravci Primer vuelo                     | Alper Gezeravci Primer vuelo                     |
| Especialista de Misión 2 | Marcus Wandt Primer vuelo                        | Marcus Wandt Primer vuelo                        |

| Puesto                   | Viajero espacial           | Viajero espacial           |
| ------------------------ | -------------------------- | -------------------------- |
| Comandante de la nave    | Peggy Whitson, Axiom Space | Peggy Whitson, Axiom Space |
| Especialista de Misión 1 | Tuva Cihangir Atasever     | Tuva Cihangir Atasever     |

## Misión
El vuelo despegó del Complejo de lanzamiento del Centro Espacial Kennedy 39 en Florida. Desde allí, voló a la Estación Espacial Internacional para una misión planeada de 14 días. La duración final de la misión fue de 21 días; la misión finalizó con un amerizaje en el Océano Atlántico el 9 de febrero de 2024.

## Galería
|                        |
| Lanzamiento de Axiom-3 |

|                            |
| Axiom-3 se acerca a la ISS |

|                           |
| Axiom-3 acoplado a la ISS |